# Charles Wesley Turnbull
Charles Wesley Turnbull, född 5 februari 1935 på ön St. Thomas, död 3 juli 2022 i Washington, D.C., var guvernör för de Amerikanska Jungfruöarna 1999–2007. Innan dess var han professor på University of the Virgin Islands.
Han efterträddes som guvernör av John de Jongh den 1 januari 2007.